# Imad Khoshaba Gargees
Imad Khoshaba Gargees (in arabo: عماد خوشابا جرجيس; Komane, 4 aprile 1978) è un arcivescovo cattolico iracheno della Chiesa cattolica caldea, dal 26 settembre 2023 arcieparca metropolita di Teheran dei Caldei.

## Biografia
Imad Khoshaba Gargees è nato a Komane il 4 aprile 1978.

### Formazione e ministero sacerdotale
Dopo essere entrato in seminario, ha compiuto gli studi filosofici e teologici presso il presso il Babel College di Baghdad.
Il 16 novembre 2003 è stato ordinato diacono, mentre l'8 giugno 2004 presbitero. Successivamente ha proseguito gli studi trasferendosi a Roma presso il Pontificio Istituto Orientale, dove ha conseguito il dottorato in diritto canonico. Nel 2016 da parroco ha denunciato la difficoltà per i cristiani in Iraq di professare la propria fede e che "rischiano di scomparire" a seguito dell'ingresso dell'Isis a Mosul avvenuto nel 2014.

### Ministero episcopale
Il 26 settembre 2023 papa Francesco ha confermato la decisione del sinodo della Chiesa cattolica caldea che lo aveva eletto arcieparca metropolita di Teheran dei Caldei. Ha ricevuto l'ordinazione episcopale il 10 novembre seguente per imposizione delle mani del cardinale Louis Raphaël I Sako, patriarca di Baghdad dei Caldei nella cattedrale di Duhok..
Il 6 gennaio 2024, a seguito delle dimissioni di Thomas Meram, è stato nominato amministratore patriarcale dell'arcieparchia di Urmia e dell'eparchia di Salmas.

## Genealogia episcopale
La genealogia episcopale è:
- Patriarca Eliya XI Denha
- Patriarca Yukhannan VIII Hormizd
- Vescovo Isaie Jesu-Yab-Jean Guriel
- Arcivescovo Augustin Hindi
- Patriarca Yosep VI Audo
- Patriarca Eliya XIV Abulyonan
- Patriarca Yosep Emmanuel II Thoma
- Patriarca Yosep VII Ghanima
- Arcivescovo André Sana
- Cardinale Louis Raphaël I Sako
- Arcivescovo Imad Khoshaba Gargees